# Thyristor ETO
Pour les articles homonymes, voir ETO.
Le thyristor ETO (Emitter Turn-Off thyristor) est un composant électronique utilisé en électronique de puissance ; il joue un rôle d'interrupteur.

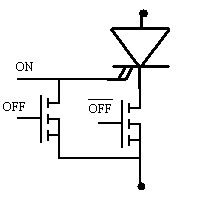
Circuit équivalent de l'ETO

C'est un composant hybride, constitué d'un thyristor GTO (thyristor qui peut être bloqué par la gâchette) mis en série avec un MOSFET.
Quand ON et OFF sont tous deux au niveau bas, le thyristor est bloqué et le Mosfet conducteur (puisque sa grille est portée à un potentiel positif par OFF/).
Pour rendre le composant conducteur, il faut porter ON à un niveau haut (potentiel positif), ce qui a pour effet d'injecter un courant dans la gâchette et donc de démarrer la conduction du thyristor. Une fois le thyristor amorcé, c'est-à-dire conducteur, on peut ramener ON au niveau bas.
Pour bloquer le composant, on porte OFF au niveau haut, ce qui a pour effet de court-circuiter la grille du thyristor à la masse ; comme OFF/ est maintenant au niveau bas, la conduction du Mosfet cesse, ce qui annule le courant dans le thyristor ; celui-ci se bloque donc.